# 母性保護論争
母性保護論争（ぼせいほごろんそう）は、1918年から1919年にかけて、働く女性と子育てについて繰り広げられた論争。女性の社会的、経済的地位の向上の方法論をめぐる与謝野晶子と平塚らいてうの議論から始まり、のちに山川菊栄、山田わかが合流して繰り広げられた。
平塚らいてうは、国家は母性を保護し、妊娠・出産・育児期の女性は国家によって保護されるべきと「母性中心主義」を唱えた。
それに対し、与謝野晶子は国家による母性保護を否定。妊娠・出産を国庫に補助させようとする平塚らいてうの唱える母性中心主義を、形を変えた新たな良妻賢母にすぎないと論評し、国家による母性保護を「奴隷道徳」「依頼主義」と難じた。「婦人は男子にも国家にも寄りかかるべきではない」と主張した。
女性解放思想家山川菊栄は、与謝野と平塚の主張の双方を部分的に認めつつも批判し、保護（平塚）か経済的自立（与謝野）かの対立に、差別のない社会でしか婦人の解放はありえないと社会主義の立場から主張。
そこへ良妻賢母主義的立場から山田わかが論争に参入する。「独立」という美辞に惑わされず家庭婦人（専業主婦）も金銭的報酬はもらっていないが、家庭内で働いているのだから誇りを持つべきと主張した。
この論争には島中雄三、山田嘉吉（山田わかの夫）ら男性も加わり、新聞にも賛否様々の投書が送られた。

## 関わった人物
- 平塚らいてう
- 与謝野晶子
- 山川菊栄
- 山田わか
- 島中雄三
- 山田嘉吉